# Mein Jahr in New York
Mein Jahr in New York (Originaltitel My Salinger Year) ist ein Filmdrama von Philippe Falardeau aus dem Jahr 2020. Der Coming-of-Age-Film basiert auf dem Roman Lieber Mr. Salinger von Joanna Rakoff. Im Mittelpunkt der Handlung steht eine Literaturstudentin und Verlagsmitarbeiterin (dargestellt von Margaret Qualley), die über das Beantworten der Fanpost des berühmten Schriftstellers J. D. Salinger zu ihrer eigenen schriftstellerischen Berufung findet.
Falardeaus Film feierte seine Weltpremiere am 20. Februar 2020 als Eröffnungsfilm der 70. Filmfestspiele in Berlin. Am 5. März 2021 wurde der Film in den USA und in Kanada veröffentlicht.

## Handlung
Die junge Joanna hat ein College in London besucht, einen Master in Literatur und ist gerade nach New York gekommen. Eigentlich will sie Romane schreiben und ein außergewöhnliches Leben führen. Hierfür ist sie bereit, einige Unannehmlichkeiten in Kauf zu nehmen. Sie kommt bei ihrer Freundin und deren Freund unter.
Es ist Herbst 1995, als sich Joanna bei der ältesten Literaturagentur New Yorks vorstellt, die neben Fitzgerald vor allem dafür bekannt ist, den Kultautor J. D. Salinger nach außen zu vertreten. Er, den sie alle nur „Jerry“ nennen, ist das Aushängeschild der Agentur. Viele wollen den Job, um den sie sich bewirbt, doch Joanna gelingt es, Agenturinhaber Daniel und seine Literaturagentin Margaret von sich zu überzeugen, auch wenn sie weder Der Fänger im Roggen noch sonst eines von Salingers Büchern je gelesen hat. Der Autor lebt zurückgezogen in New Hampshire, und die Agentur will unbedingt dessen Ruf als unzugänglicher Außenseiter nähren und ihn von der Außenwelt abschirmen. Hierfür wimmeln sie jeden ab, der mit ihm in Kontakt treten will, nicht nur Fans, sondern auch Produzenten und Verlage.
Im Januar 1996 beginnt sie ihre Arbeit. Mit einem Diktaphon und einer mechanischen Schreibmaschine ausgerüstet, beantwortet sie stapelweise Post, die in der Agentur landet. Die Briefe werden nach Vorlagen erstellt, die aus der Zeit stammen, als Salinger seine Korrespondenz noch selbst schrieb. Besonders ein junger Mann aus Winston-Salem ist ein großer Fan von Salinger und schreibt regelmäßig.
Joanna beginnt eine Beziehung mit Don, der halbtags in einem Buchladen arbeitet, aber wie sie selbst gerne Schriftsteller werden würde. Sie nehmen eine gemeinsame Wohnung, und Don versucht, seinen ersten Roman fertigzustellen. Joanna beginnt, an Salinger gerichtete Briefe mit nach Hause zu nehmen, die ihr besonders ins Auge fallen, und beantwortet diese auf eine sehr persönliche Weise unter ihrem Namen.
Schnell erkennt Joanna, dass sie eigentlich nicht mehr als Margarets Sekretärin ist, doch die will ihr keine höheren Aufgaben anvertrauen, bevor sie nicht den Briefverkehr fehlerfrei hinbekommt. Zudem will ihre Chefin nicht, dass Joanna zu viel privaten Kontakt zu ihren Klienten wie Rachel Cursk oder den führenden Kräften der Agentur hat. Als der Verleger Clifford direkt an Salinger schreibt und ihn bittet, sein Werk Hapworth als Buch herausbringen zu dürfen, ist Margaret erst skeptisch gegenüber dem Ein-Mann-Verlag, doch Joanna kennt dessen Programm und macht sich für diesen stark. Als Salinger den Verleger Clifford in aller Öffentlichkeit an der Georgetown University treffen will, um über die Veröffentlichung von Hapworth zu sprechen, ist Margaret nicht begeistert, da es eigentlich der Aufgabe der Agentur, den wichtigsten Klienten abzuschirmen, widerspricht. Joanna bietet sich an, vor Ort als Auge und Ohr der Agentur zu agieren. Margaret willigt ein, und Joanna fährt, mit Dons gerade erst fertiggestelltem Roman im Gepäck, mit dem Bus nach Washington. Nachdem Salinger dem Vertrag mit Clifford zugestimmt hat, besucht Joanna abends ihren Ex-Freund Karl, der Musiker ist und ein Konzert in Washington gibt.
Als Agenturchef Daniel Selbstmord begeht, erfährt Joanna, dass Margaret seit 20 Jahren dessen Geliebte war und sich ihn mit dessen Frau Helen teilte. Bei einem Besuch erzählt ihr Margaret von ihrem Anfang als Literaturagentin. Joanna liest nun auch Manuskripte, doch sie hat ihre eigenen schriftstellerischen Ambitionen nicht ganz aufgegeben und beginnt erste eigene Kontakte zu knüpfen, so mit Mitarbeitern des New Yorker. Auch die Briefe der Fans an Salinger haben sie verändert. Endlich beginnt sie damit, nicht nur dessen Fänger im Roggen, sondern alle seine anderen Romane zu lesen. Nachdem sie die Beziehung mit Don beendet hat und aus der gemeinsamen Wohnung ausgezogen ist, übernimmt sie die Wohnung ihrer Freundin, die New York verlässt. Nach der erfolgreichen Vermittlung eines Klienten durch ihre Assistentin will Margaret ihr im Job eigentlich mehr Verantwortung übertragen, einige der Klienten übertragen, mit denen sie selbst nicht klarkam, um sich so einen eigenen Klientenstamm aufzubauen, doch Joanna will die Agentur verlassen. Sie stellt beim New Yorker ihre eigene Gedichtsammlung vor, macht aber in ihren letzten Tagen in der Agentur schließlich doch noch die Bekanntschaft von Salinger, dessen Fanpost sie im Jahr zuvor beantwortet hatte.

## Produktion

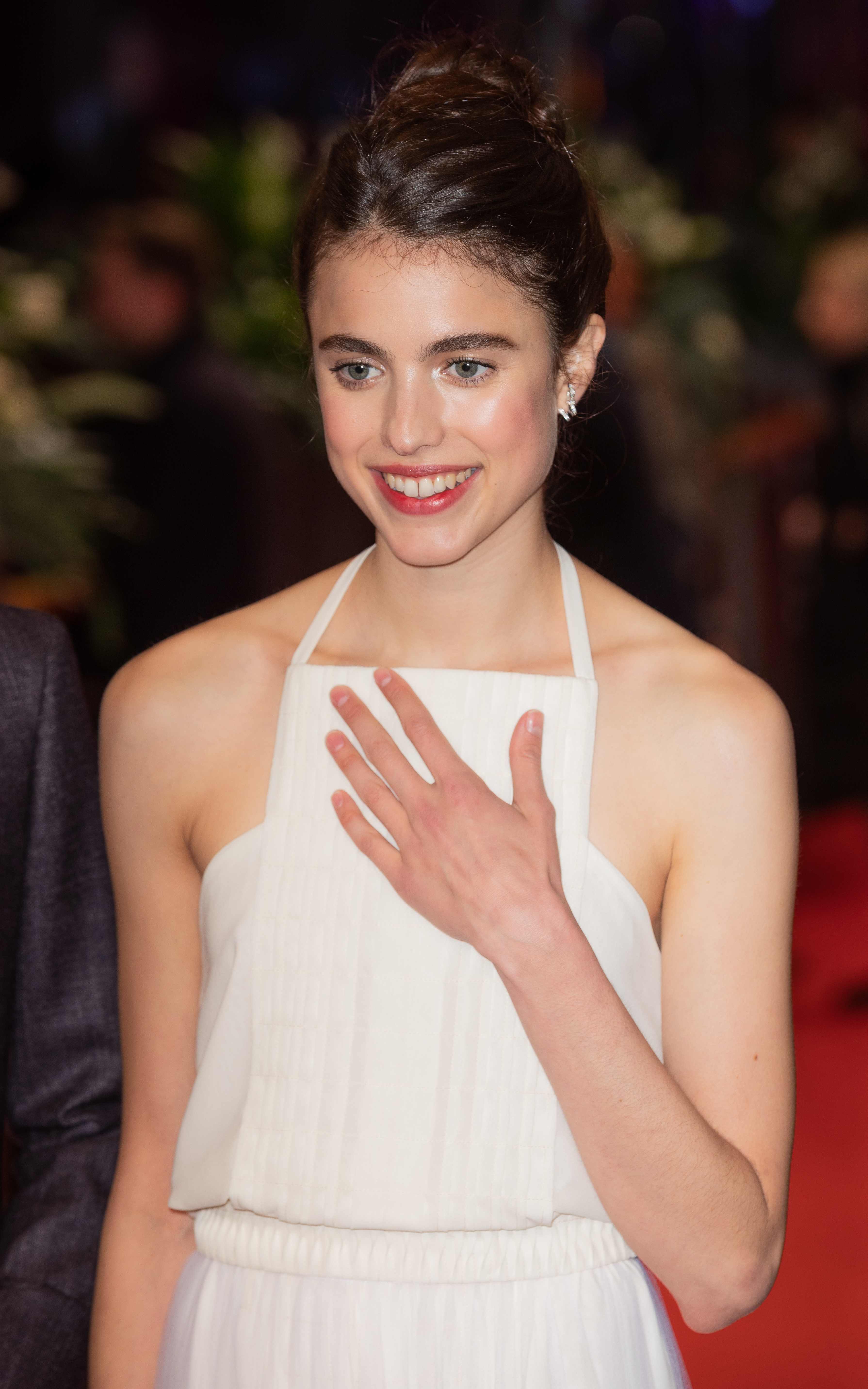
Margaret Qualley, hier bei der Premiere des Films auf der Berlinale, spielt Joanna

Der Film basiert auf dem Roman My Salinger Year der US-Schriftstellerin Joanna Rakoff, der im Jahr 2015 in einer deutschen Übersetzung von Sabine Schwenk mit dem Titel Lieber Mr. Salinger veröffentlicht wurde.
Regie führte Philippe Falardeau, der auch Rakoffs Roman adaptierte.
Sigourney Weaver übernahm die Rolle der Literaturagentin Margaret, Margaret Qualley spielt ihre neue Assistentin Joanna und Colm Feore den Agenturinhaber Daniel. Douglas Booth übernahm die Rolle ihres neuen Freundes Don. Yanic Truesdale und Brían F. O’Byrne sind in den Rollen von Joannas neuen Kollegen Max und Hugh zu sehen. Théodore Pellerin spielt den jungen Mann aus Winston-Salem, ein großer Verehrer Salingers, den man im Film zu Hause an seiner Schreibmaschine sitzend und in anderen eingefügten Monologen sieht. Auch andere Fans von Salinger, die sich in ihren Briefen an ihn wenden, sind in solchen Sequenzen zu sehen. Hamza Haq übernahm die Rolle von Joannas Exfreund Karl. Tim Post hat Rolle von J.D. Salinger, dessen Gesicht im Film jedoch nie in Nahaufnahme zu sehen ist.
Der Film wurde von der Berlinale 2020 in die Sektion Berlinale Special eingeladen. Am 20. Februar 2020 feierte er seine Weltpremiere als Eröffnungsfilm des Festivals. In der Berlinale-Sektion Generation Kplus hatte Falardeau 2009 bereits seinen Film Ich schwör’s, ich war’s nicht! präsentiert, der mit dem Gläsernen Bären sowie mit dem Großen Preis des Deutschen Kinderhilfswerkes für den Besten Spielfilm ausgezeichnet wurde. Ende September, Anfang Oktober 2020 wurde er beim virtuellen Calgary International Film Festival vorgestellt. Am 18. Oktober 2020 wurde er als Abschlussfilm des Festival du nouveau cinéma gezeigt. Am 5. März 2021 wurde der Film in den USA und in Kanada veröffentlicht. Im November 2021 wird der Film beim New Zealand International Film Festival gezeigt.

## Rezeption

### Kritiken
Der Film konnte bislang 71 Prozent der Kritiker bei Rotten Tomatoes überzeugen. Sie vergaben eine durchschnittliche Bewertung von 6,3 von 10.

### Auszeichnungen
Canadian Screen Awards 2021
- Nominierung für die Besten Kostüme
- Nominierung für die Besten Frisuren[8]

Festival International du Film de La Roche-sur-Yon 2020
- Nominierung für den Grand Prix du Jury im Compétition internationale (Philippe Falardeau)[9]